# Terwinselen
Terwinselen ist ein Ortsteil der niederländischen Gemeinde Kerkrade. Im Volksmund wird Terwinselen auch D'r Sjtaat genannt, was auf die für den Ort sehr prägende Staatsmine Wilhelmina, die ebenso genannt wurde, zurückzuführen ist.

## Name
Der Name des Ortes leitet sich vom größten Gutshof der Gegend, der hoeve Terwinselen, ab. Das Gehöft wurde erstmals 1115 in den Annales Rodenses erwähnt.
Im Laufe der Zeit wird das Gehöft unter verschiedenen Namen erwähnt: Ter Wunzelen (1115, 1120), Weenselen, Weinselle, Wenselen, Wensel (1312–1350), Winsele (etwa 1375), tzer Weynssele (1474), hoeff zer Weynzellen (1517), die Weyntzell (etwa 1520), Wyntzel (1520), zu der Wynselen (1617), Winsel (1671), Wintselen (1722), De Wintzel (1771), Wentzeler hoff, Wentzelerhoff, der Wentzelen, Wentzelen, Terwenselerhof (1740–1796).

## Geschichte
Bei Grabungen wurden 1903 Überreste aus der Römerzeit gefunden.
Die Geschichte Terwinselens ist eng mit der Geschichte der ältesten und kleinsten der niederländischen Staatsminen, der Staatsmine Wilhelmina, verwoben. In der letzten Dezemberwoche 1902 verkaufte der Graf von Ansembourg die hoeve Terwinselen an den niederländischen Staat, der zuvor eine 210 Meter tiefe Probebohrung hatte vornehmen lassen. 1906 wurde die Staatsmine, die 1969 außer Betrieb ging, errichtet. Die Dorfbewohner mussten anfangs für den Schul- und Kirchbesuch nach Schaesberg, Spekholzerheide und Heerlerbaan gehen. 1915 wurde eine römisch-katholische Notkirche in der Heistraat errichtet.
Teil der Staatsmine war auch das Tuindorp („Gartendorf“), das als erste Unterkunft für ausländische Bergarbeiter diente. Nach dem Zweiten Weltkrieg wurde das Gartendorf als Internierungslager für Kollaborateure genutzt.

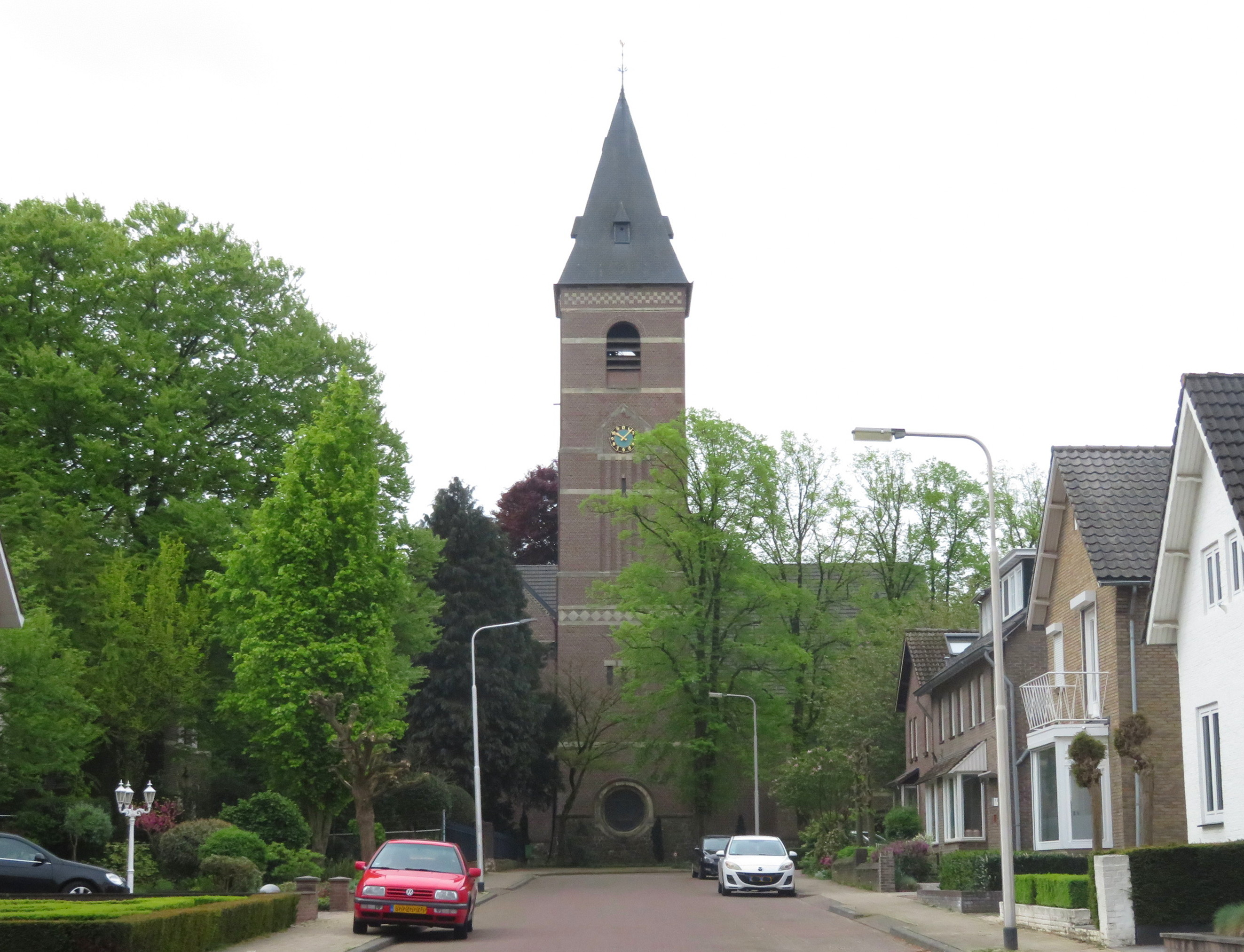
Die Onze-Lieve-Vrouw-Onbevlekt-Ontvangenkerk

1921 wurde unter Leitung des Baupastors Hubert Spierts die römisch-katholische Onze-Lieve-Vrouw-Onbevlekt-Ontvangenkerk gebaut.
1939 wurde der Botanische Garten Kerkrade angelegt.

## Kultur und Sport
Während des Bestehens der Staatsmine Wilhelmina waren die meisten kulturellen Organisationen mit dieser verknüpft, etwa das Harmonieorkest Staatsmijn Wilhelmina. Aus dieser Zeit existiert heute noch die 1922 gegründete Kerkelijke Muziekvereniging St. Callistus Terwinselen.
Terwinselen beheimatet den RKTSV, einen Amateurverein der fünften Fußballliga der Niederlande.

## Unter Denkmalschutz stehende Gebäude (Rijksmonumenten)
- Onze-Lieve-Vrouw-Onbevlekt-Ontvangenkerk
- Botanischer Garten Kerkrade
- Arztwohnung in der Dr Nolen straat
- Backsteinbauernhof in der Schaesbergstraat[2]

## Söhne und Töchter Terwinselens
- Piet Engels (1923–1994), Politiker der Katholieke Volkspartij, Abgeordneter der Zweiten Kammer[11]
- Jan Theelen (1939–2022), Musiker[12]
- Freek Mestrini (* 1946), Trompeter und Musikverleger[13]
- Sjarel Ex (* 1957), Kunsthistoriker[14]
- Titia Ex (* 1959), Künstlerin[15]